# Führerhauptquartier Wolfsschlucht 1

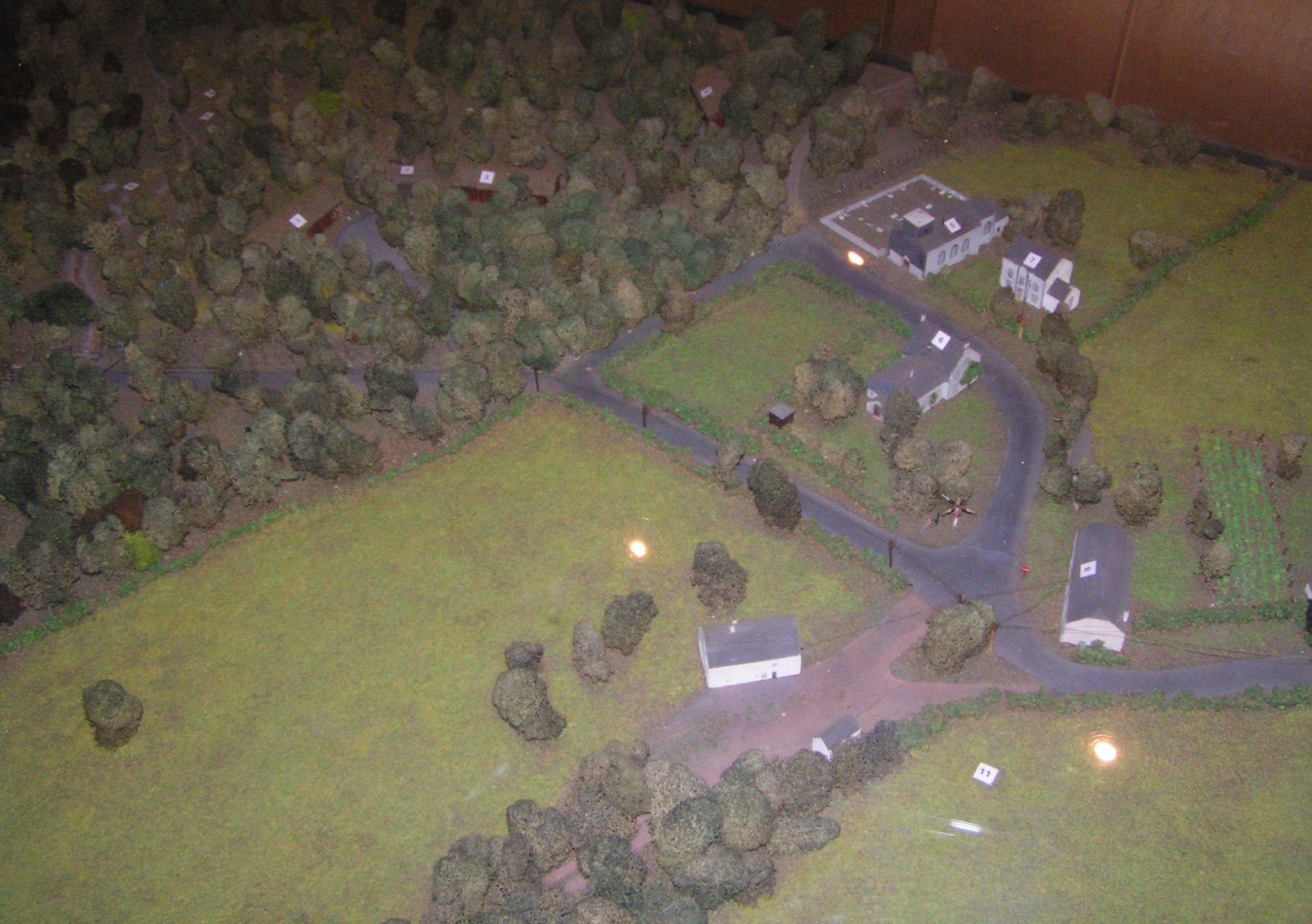
Modell des Dorfes und der im angrenzenden Wald untergebrachten Gebäude (um 1943)

Lage des FHQ Wolfsschlucht in Europa

Das Führerhauptquartier (FHQu) Wolfsschlucht, gelegen im belgischen Dorf Brûly-de-Pesche, nahe Couvin, war eines von insgesamt 18 Führerhauptquartieren, die während des Zweiten Weltkrieges, teilweise unvollendet, errichtet wurden.
Um näher am Kriegsgeschehen zu sein, forderte Hitler mit Beginn des Westfeldzuges die Verlegung seines Hauptquartiers weiter nach Westen; infolgedessen wurde das FHQu Wolfsschlucht errichtet.

## Bau und Planung
Für die Auswahl eines geeigneten Standortes war Fritz Todt, Reichsminister für Bewaffnung und Munition, verantwortlich. Die Wahl fiel auf das kleine belgische Dorf Brûly-de-Pesche, 25 km nordwestlich von Charleville-Mézières gelegen.
Am 25. Mai 1940 begannen die Bauarbeiten für dieses Projekt, ausgeführt von der Organisation Todt (OT). 600 Angehörige der OT waren bis zum 6. Juni 1940 mit der Ausführung der Arbeiten beschäftigt. Hitlers drei Meter tiefer Betonunterstand wurde aus 630 m³ Beton errichtet und bot eine Nutzfläche von 25 m². Des Weiteren wurden fünf Baracken, von denen eine für Hitler vorgesehen war, mit einer Gesamtnutzfläche von 1500 m² errichtet. Je eine weitere dieser Baracken war für das Wehrmachtführungsamt (WFA) sowie als Speiseraum vorgesehen. Zusätzliche 800 m² Nutzfläche wurden in den Häusern, wie z. B. Schulgebäude und Kirche des Dorfes Brûly-de-Pesche verfügbar gemacht. Ein Landeplatz für Kleinflugzeuge, auf dem ein Verbindungsflugzeug ständig in Bereitschaft stand, wurde südlich des Dorfes errichtet.
Für das Oberkommando des Heeres (OKH), das sein Hauptquartier im einige Kilometer entfernten Ort Chimay einrichtete, wurden dort 25 Häuser requiriert.

## Sicherung
Die gesamte Anlage war mit Stacheldraht umzäunt und wurde von Sicherungskräften bewacht. Die Stärke der Sicherungskräfte betrug 26 Offiziere, 185 Unteroffiziere und ca. 750 Mannschaften. Die Flugabwehr wurde durch drei Flak-Batterien mit 10,5-cm-Flak, einer Batterie mit 3,7-cm-Flak sowie einer 2-cm-Batterie gewährleistet.

## Adolf Hitler im Führerhauptquartier Wolfsschlucht
Hitler verließ sein erstes ortsfestes Hauptquartier, das Felsennest, am 6. Juni 1940 um das Nachfolgequartier Wolfsschlucht zu beziehen.
Er nutzte das FHQu Wolfsschlucht nur vom 6. Juni 1940 bis zum 27. Juni 1940 und das auch nur gelegentlich.
Augenzeugen berichteten, dass sich Hitler aufgrund einer Mückenplage im Inneren der Gebäude meist im Freien aufhielt. Die gesamte Anlage bemängelte er als „nicht sicher“, seinen von der OT errichteten Bunker bewohnte er nie.
Am 25. Juni 1940 verließ Hitler Wolfsschlucht, bereits am 19. Juni 1940 befahl er, das Führerhauptquartier nach Tannenberg zu verlegen. Am 2. Juli 1940 wurde die Anlage an die OT übergeben.

## Wolfsschlucht 2
Wolfsschlucht 2 (49° 26′ 48,1″ N, 3° 24′ 27,8″ O) wurde in Margival bei Soissons, Frankreich angelegt. In der Nähe befindet sich ein Eisenbahntunnel, in dem der Zug Hitlers untergestellt werden konnte.

## Heutiger Zustand
Hitlers Bunker ist erhalten geblieben und kann besichtigt werden. 1992 wurden auf dem Gelände zwei Museumspavillons errichtet. In ihnen kann man sich über den Westfeldzug und über die Aktionen der Résistance informieren. Auf dem Gelände ist auch ein Nachbau eines Waldunterquartiers der Résistance zu besichtigen.

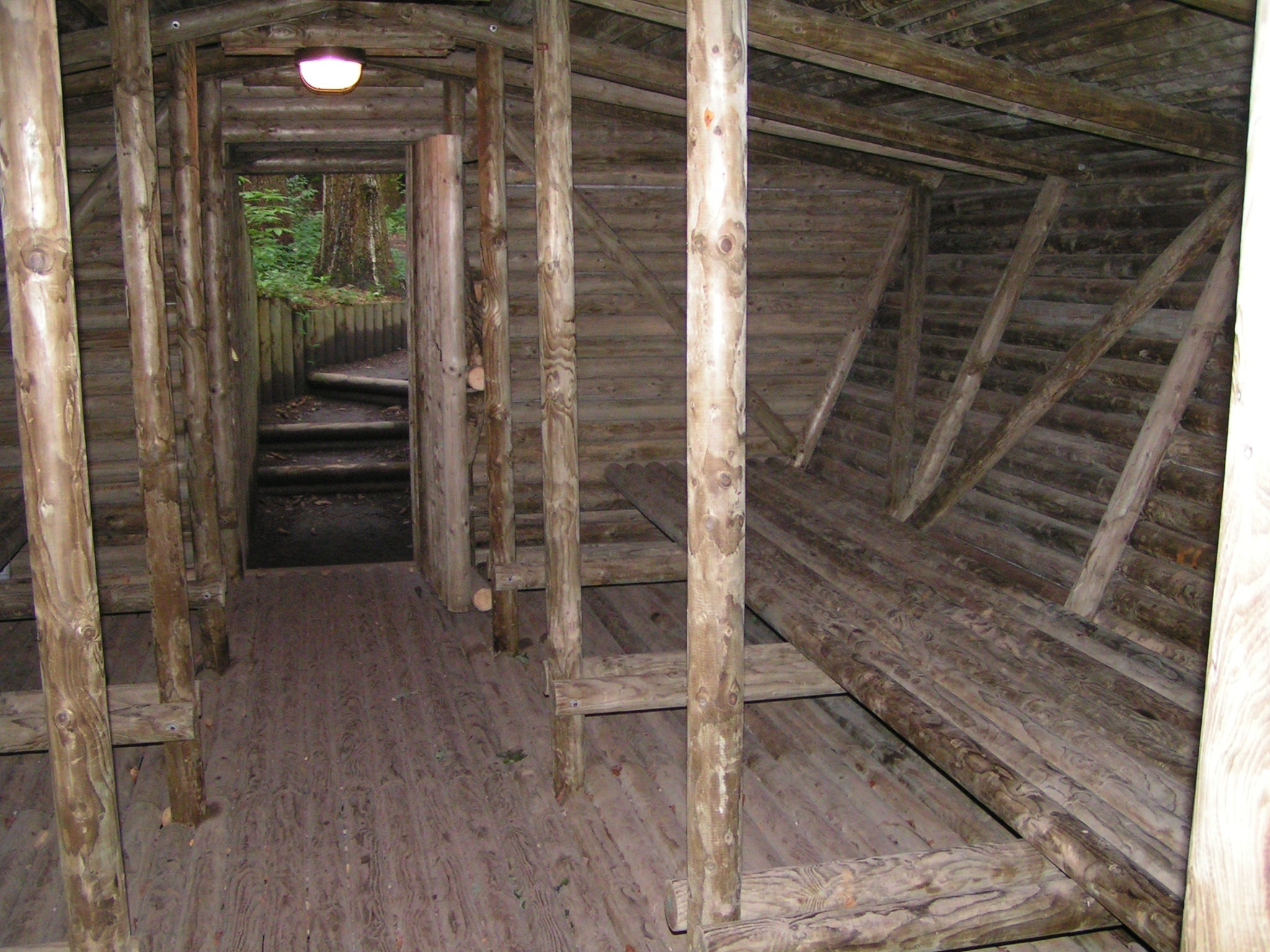
Modell eines Waldquartiers der Résistance
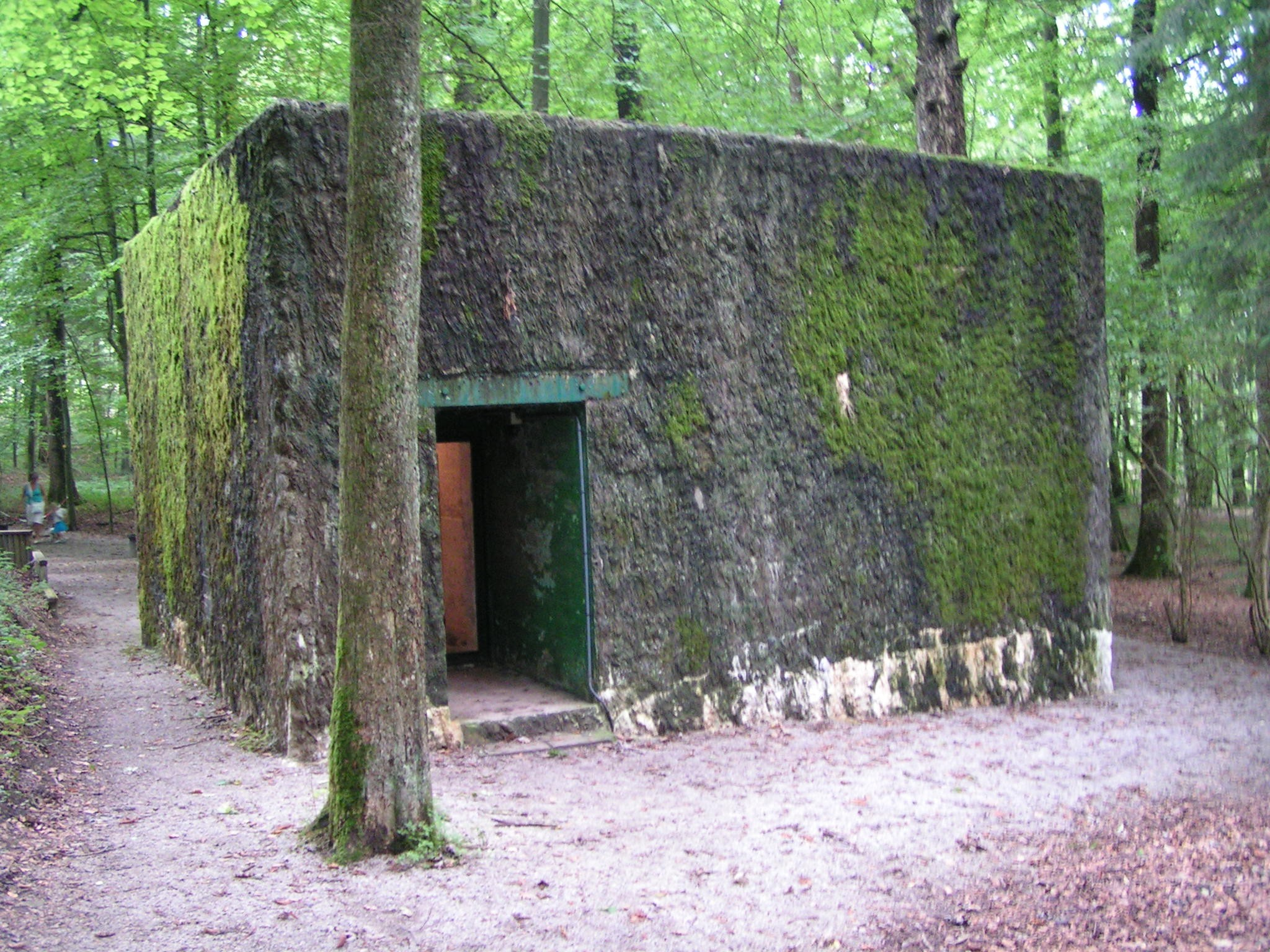
Bunker des Führerhauptquartiers
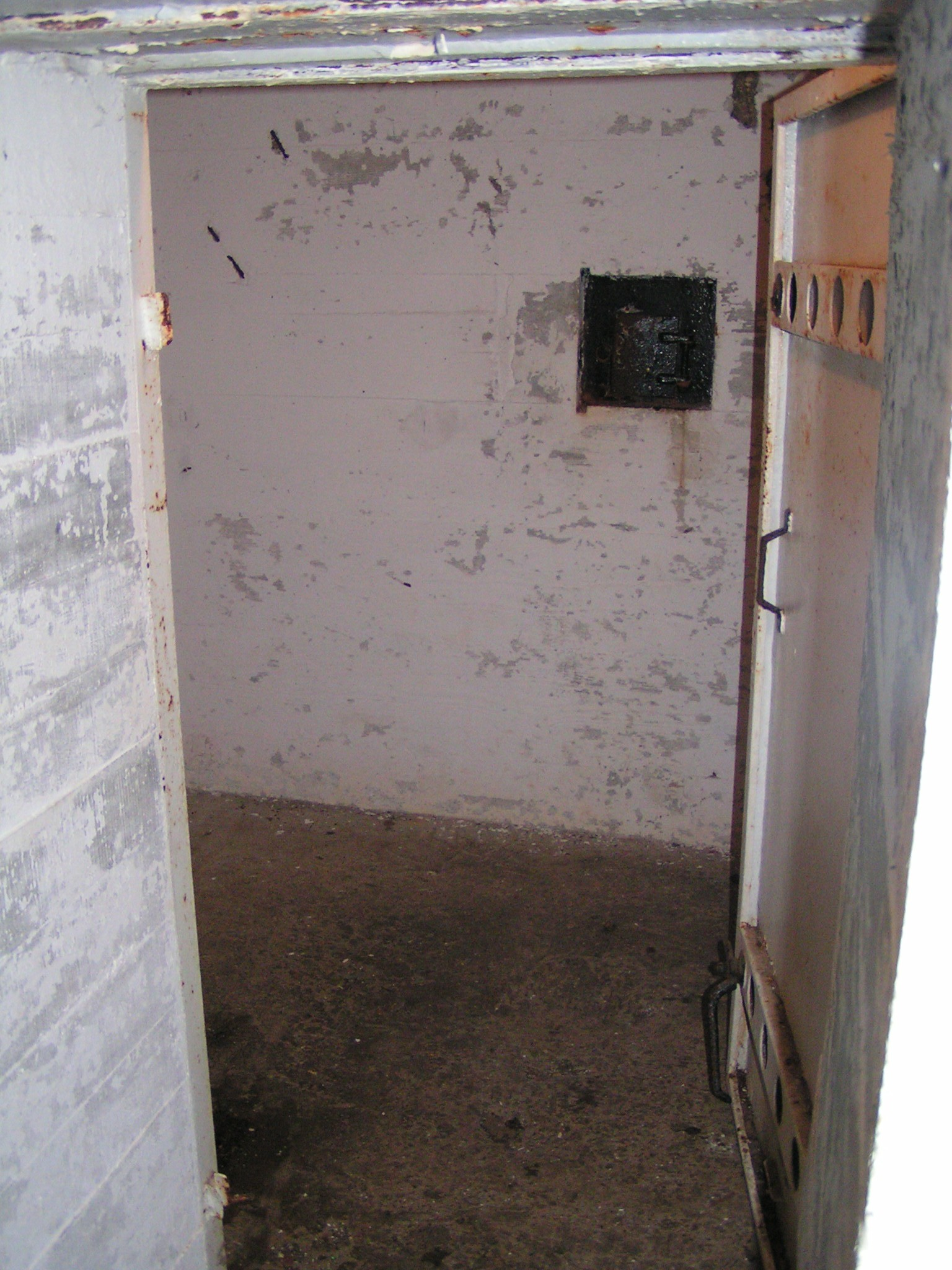
Der Innenraum des Bunkers
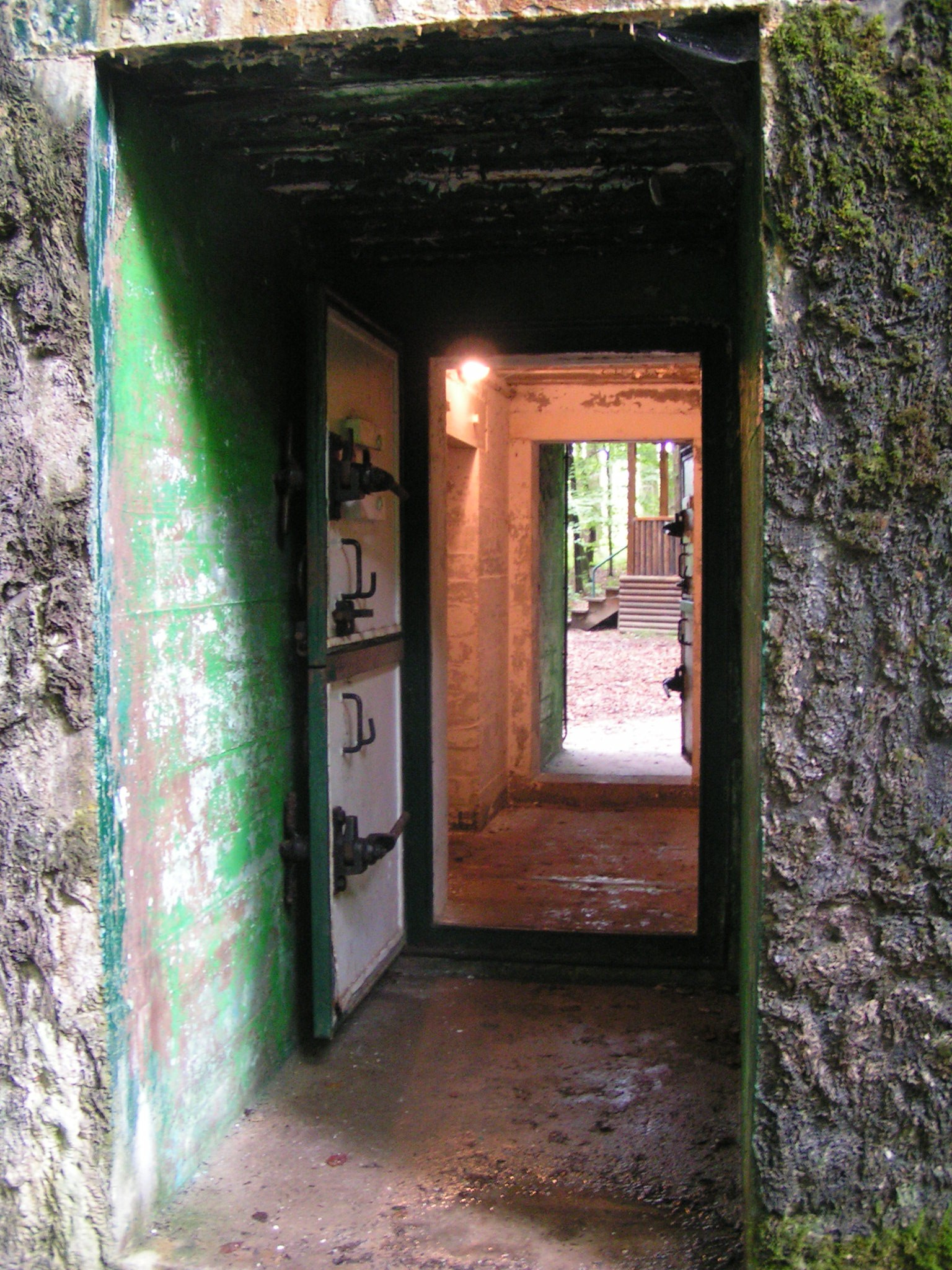
Eingangsbereich des Bunkers
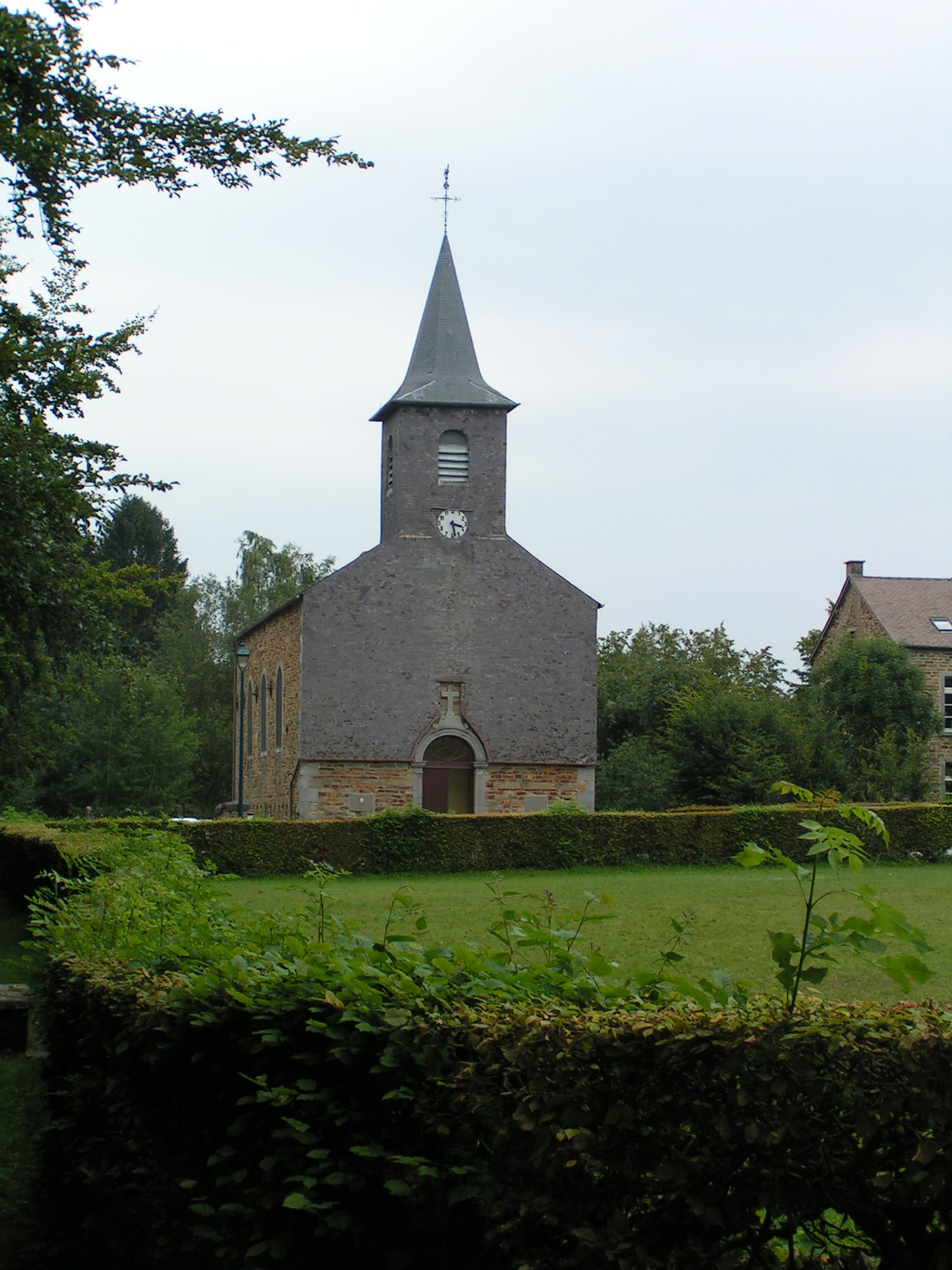
Kirche des Dorfes Brûly-de-Pesche